# Universidade Espacial Internacional

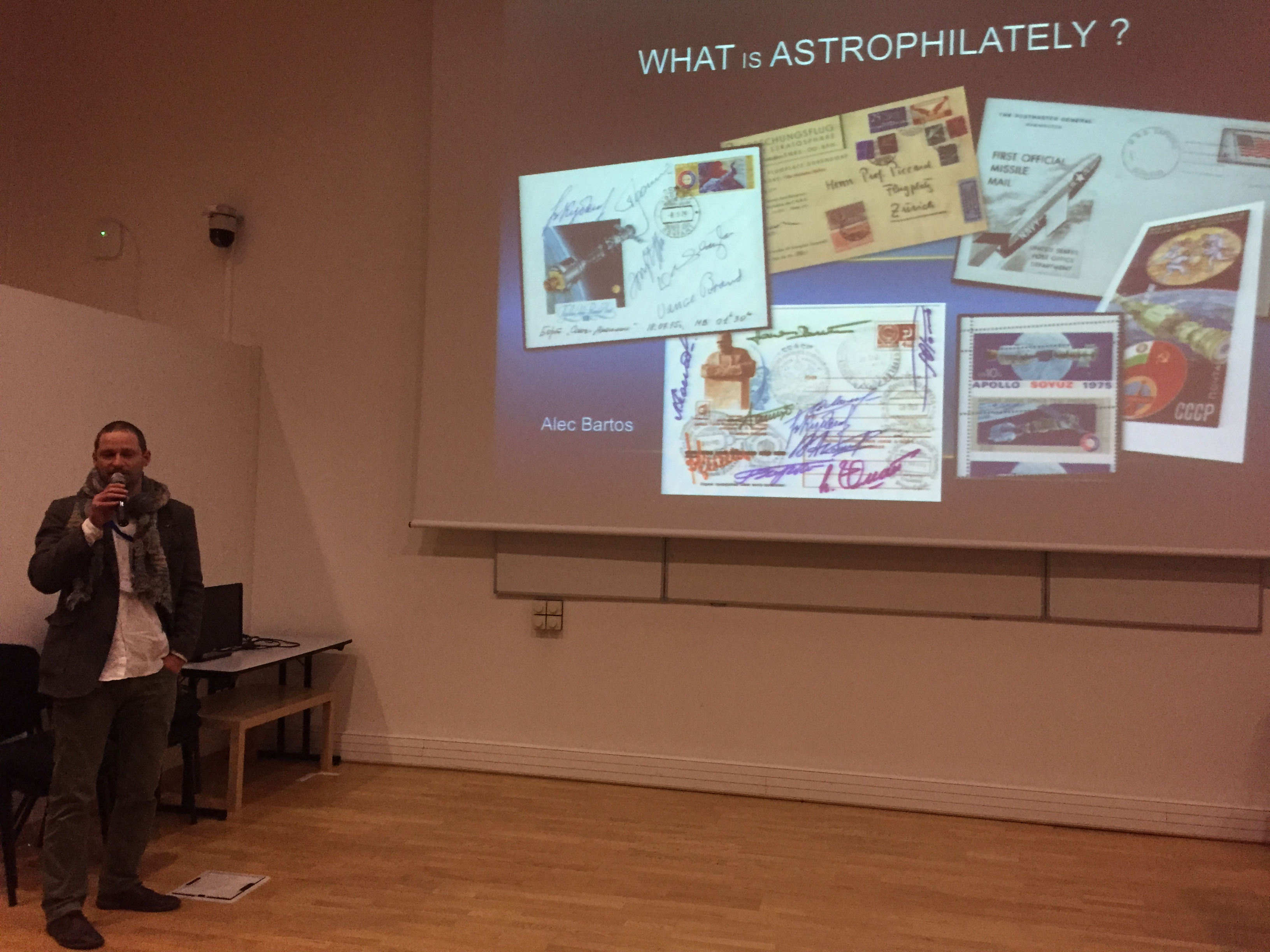
SpaceUp ISU (International Space University), Strasbourg, France, April 2015

A International Space University (ISU) é uma instituição de ensino sem fins lucrativos focada na tecnologia aeroespacial.
Foi fundada em 1987 e oferece os cursos de Mestrado em Estudos da Ciência Espacial, Mestrado em Administração da Ciência Espacial, e Mestrado Executivo em Administração de Negócios.
Tem sede em Illkirch-Graffenstaden, próximo a Estrasburgo, França.